# Litago
Litago – gmina w Hiszpanii, w prowincji Saragossa, w Aragonii, o powierzchni 15,3 km². W 2011 roku gmina liczyła 174 mieszkańców.